# Cerithium ivani
Cerithium ivani is een slakkensoort uit de familie van de Cerithiidae. De wetenschappelijke naam van de soort is voor het eerst geldig gepubliceerd in 2008 door Cecalupo.